# Samandağ (district)
Samandağ is een Turks district in de provincie Hatay en telt 124.830 inwoners (2007). Het district heeft een oppervlakte van 445,6 km². Hoofdplaats is Samandağ.
De bevolkingsontwikkeling van het district is weergegeven in onderstaande tabel.
| 1997   | 2000    | 2007    |
| ------ | ------- | ------- |
| 98.288 | 106.754 | 124.830 |